# Білоруси в Естонії

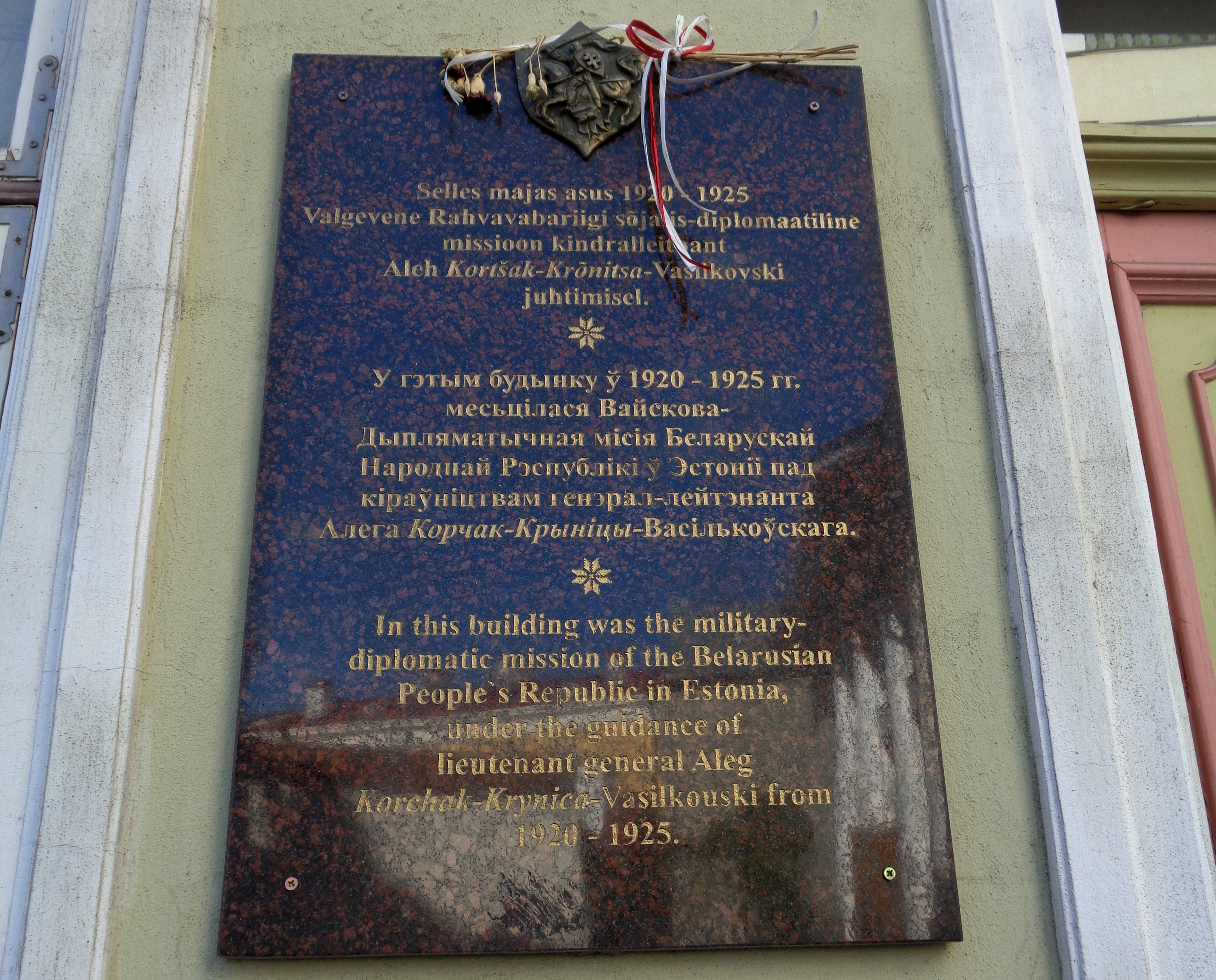
Меморіальна дошка офісу військово-дипломатичної місії Білоруської Народної Республіки в Таллінні

Білоруси в Естонії — це білоруська діаспора в Естонії.
У 2014 році діяли такі білоруські організації:
- Білоруське культурне товариство «Лёс» (в Таллінні), в якому працює народний ансамбль;
- Білоруське культурне товариство «Ялінка» в Маарду, яке має вокальну групу;
- Білоруське культурне товариство «Сябры» (створений ансамбль білоруської пісні) — в Нарві;
- Білорусько-естонське культурно-освітнє товариство «Спадчына» — в Нарві;
- Білоруське культурне товариство «Лад» у Пярну (існує газета «Панорама», а також його блог в Інтернеті, де публікуються тексти);
- об'єднання білорусів «Крыніца» в Сілламяе, де працює фольклорний ансамбль.

У місті Йихві продовжує існувати Білорусько-естонське з'єднання (БЕЗ). 6 січня 2014 року в Інституті культури Білорусі відбулася зустріч із заступником голови білоруського об'єднання «Сябры» (місто Нарва, Естонія).
Білоруськомовний письменник Володимир Дехтсярук, автор книги віршів та оповідань «Сярод белых эстонскіх начэй», живе в Естонії. У Таллінні є недільна школа імені В. Караткевича.
У 2020 році нова хвиля білорусів в Естонії заснувала організацію «Білоруський дім» (базується в місті Таллінні та має філію в місті Тарту), діяльність якої спрямована на допомогу жертвам репресій з боку влади Республіки Білорусь, сприяння працевлаштуванню та освіті в Естонії, інформування естонського суспільства про поточні події політичної, економічної та соціальної ситуації в Білорусі, пропаганду білоруської культури та мови.